# Psiche abbandonata (Pajou)
La Psiche abbandonata (Psyché abandonnée) è una statua di marmo esposta al Salone del 1791 dallo scultore Augustin Pajou e conservata al museo del Louvre. Da questa scultura sono state tratte delle riduzioni in terracotta e in bronzo, una delle quali è conservata a Minneapolis.

## Storia
Nel 1783, ad Augustin Pajou fu commissionato un pendant dell'Amore di Bouchardon (1750, Louvre). Egli in seguito scelse di rappresentare una Psiche. Si tratta di un'opera importante nella carriera dell'artista poiché gli permise di affermare la sua preminenza tra gli scultori dell'epoca, dei quali nel 1790 era uno dei più anziani. In effetti, la creazione di un pendant di un'opera del Bouchardon lo poneva come il successore di quest'ultimo. Questa scultura gli permise anche di rispondere alla Diana cacciatrice di Houdon, il suo ultimo rivale. Rivaleggiava con Houdon per quanto riguardava la scelta della composizione e le dimensioni del marmo.
Quest'opera costò molto, soprattutto per il pagamento delle modelle. Pajou scartò tre blocchi di marmo prima di trovare quello che lo convinse. Dopo essere stata esposta al museo del Lussemburgo, l'opera entrò nel museo del Louvre nel 1829.

## Descrizione
Augustin Pajou raffigurò Psiche subito dopo la partenza di Amore, sconvolta e mentre si appoggia a un cuscino. Ai suoi piedi si trovano la lampada ad olio e il pugnale che sono citati nella storia. Il suo braccio sinistro si appoggia sul cuscino per non perdere le forze ed ella si porta la mano destra al cuore, sollevando molto delicatamente il suo seno. Ella guarda in lontananza, con la bocca semiaperta. Si ritrova la nudità totale, tipica delle figure mitologiche della fine del diciottesimo secolo, così come i motivi decorativi dallo stile antico del piedistallo sul quale ella si regge. Le anche, le cosce, l'incarnato e le pieghe del ventre sono rese in modo realistico.

## Accoglienza
Il modello in gesso venne esposto al Salone del 1785. Cinque giorni dopo, l'opera venne rimossa in seguito a una denuncia per indecenza del curato di San Germano d'Auxerre. Tuttavia, venne esposta nello studio dello scultore e, dopo lo scandalo, tutti vi si recarono per vederla. La nudità integrale non venne criticata affatto, perché si trattava di un aspetto piuttosto apprezzato alla fine del secolo, ma i critici si concentrarono sulla veridicità dei tratti e delle forme, che non erano idealizzate sufficientemente. Venne criticata la testa "alla francese", con una capigliatura troppo voluminosa. Inoltre ella manifestava fin troppo il suo dolore, che sembra più fisico che morale. L'atteggiamento venne giudicato troppo sfrenato, non abbastanza nobile. La critica non apprezzava le proporzioni del corpo: si riteneva che la modella fosse una donna troppo vecchia per una Psiche. Nondimeno, i critici sapevano di trovarsi davanti a un gesso temporaneo. Nelle loro recensioni, essi manifestarono la loro fiducia nell'artista per correggere i suoi errori tenendo conto delle loro osservazioni. Quando il marmo venne esposto al Salone del 1791, i critici si concentrarono di nuovo sulle proporzioni, ma il taglio del marmo suscitò ammirazione, anche se lo si trovò un po' troppo sensuale. 